# Vaudricourt (Pas-de-Calais)
Vaudricourt – miejscowość i gmina we Francji, w regionie Hauts-de-France, w departamencie Pas-de-Calais.
Według danych na rok 1990 gminę zamieszkiwały 863 osoby, a gęstość zaludnienia wynosiła 289 osób/km² (wśród 1549 gmin regionu Nord-Pas-de-Calais Vaudricourt plasuje się na 606. miejscu pod względem liczby ludności, natomiast pod względem powierzchni na miejscu 843.).